# وانگ ویناین
وانگ ویناین (انگلیسی: Wang Wenyin؛ زادهٔ ۱۹۶۸) کارآفرین و سرمایه‌دار اهل چین است، که بعنوان رئیس هیئت مدیره گروه بین‌المللی آمر فعالیت می‌نماید.